# Туханка
Туханка — упразднённая деревня в Александровском районе Владимирской области России.

## География
Урочище находится в северо-западной части области, в зоне хвойно-широколиственных лесов, на расстоянии примерно 28 километров (по прямой) к северо-западу от города Александрова, административного центра района.

### Климат
Климат характеризуется как умеренно континентальный, с умеренно тёплым летом, холодной зимой, короткой весной и облачной, часто дождливой осенью. Среднегодовая температура воздуха — +3,4 °C. Годовое количество атмосферных осадков — 549 миллиметров, из которых большая часть выпадает в тёплый период.

## История
В «Списке населенных мест Владимирской губернии по сведениям 1859 года» населённый пункт упомянут как владельческая деревня Переславского уезда, при пруде, расположенная по правую сторону от Углицкого просёлочного тракта, в 39 верстах от уездного города. В деревне имелся 1 двор и проживало 6 человек (3 мужчины и 3 женщины).
По состоянию на 1905 год, числилось 3 двора и проживало 28 человек. В административном отношении деревня входила в состав Вишняковской волости.
В советское время входила в состав Антоновского сельсовета Александровского района (в период с 1941 до 1965 годы — в составе Струнинского района). Упразднена решением облисполкома № 117 от 3 февраля 1971 года как фактически не существующая.